# Кошкалда Ірина Віталіївна
Кошкалда Ірина Віталіївна (нар. 15 червня 1974) - доктор економічних наук, професор, завідувачка кафедри управління земельними ресурсами, геодезії та кадастру Державного біотехнологічного університету.

## Біографія
Ірина Віталіївна народилася  15 червня 1974 року у м. Богодухів Харківської області.
У 1991 році з медаллю закінчила Богодухівську середню школу № 2.
У 1997 році з відзнакою закінчила Харківський аграрний університет ім. В. В. Докучаєва за спеціальністю «Облік і аудит».
У 2000 році навчалася в аспірантурі Харківського національного аграрного університету ім. В. В. Докучаєва за спеціальністю «Економіка сільського господарства і АПК».
У 2002 році захистила кандидатську дисертацію за темою «Удосконалення орендних відносин у системі господарського механізму сільськогосподарських підприємств».
З 2003 по 2004 роки асистент кафедри економіки сільського господарства Харківського національного аграрного універстету ім. В. В. Докучаєва.
З 2004 по 2005 роки викладач кафедри організації сільськогосподарського виробництва.
З 2005 по 2013 роки доцент кафедри виробничого менеджменту та агробізнесу.
У 2005 році отримала звання доктора філософії.
У 2013 році захистила докторську дисертацію за темою «Економічне регулювання земельних відносин в аграрному секторі: теорія, методологія, практика».
З 2013 по 2014 роки професор кафедри бухгалтерського обліку і аудиту.
З 2014 по 2021 роки завідувачка кафедри управління земельними ресурсами та кадастру Харківського національного аграрного університету ім. В. В. Докучаєва.
У 2020 році закінчила магістратуру Сумського національного аграрного університету.
З 2021 по теперішній час завідувачка кафедри управління земельними ресурсами, геодезії та кадастру Державного біотехнологічного університету.

## Відзнаки та нагороди
- грамота Верховної Ради України (2016);
- грамота Головного управління Держгеокадастру у Харківській області та Харківського регіонального відділення Спілки землевпорядників України (2016);
- грамота Міністерства аграрної політики та продовольства України (2021);
- подяка Міністерства освіти і науки України (2021);
- грамота Харківської обласної ради (2023);
- подяка Державної служби України з питань геодезії, картографії та кадастру (2024)

## Праці
Ірина Віталіївна автор більше ніж 270 наукових праць, в тому числі статті, що індексуються в наукометричних базах - 24, навчальні посібники - 8, конспекти лекцій - 2, монографії - 12. Отримано 8 свідоцтв на реєстрацію авторського права на твір.
Наукові  інтереси: розвиток аграрного сектору національної економіки; державне регулювання грошової оцінки земель; формування та функціонування сталих сільськогосподарських землекористувань та землеволодінь; формування та розвиток екотуристичної галузі; гармонізація галузевої структури сільськогосподарських підприємств; продовольча безпека; регулювання земельних відносин в аграрному секторі національної економіки; управління земельними ресурсами.